# Bósnia e Herzegovina nos Jogos Olímpicos
A Bósnia e Herzegovina, após declarar a Independência da Iugoslávia em 1991, enviou seus atletas para os Jogos Olímpicos de Verão em 1992 pela primeira vez sob a bandeira do país. Antes, os atletas do país competiam representando a Iugoslávia.

## Quadros de medalhas
| Jogos               | Atletas                  | Ouro | Prata | Bronze | Total | Posição |
| 1920-1988           | Como parte da Iugoslavia |      |       |        |       |         |
| 1992 Barcelona      | 10                       | 0    | 0     | 0      | 0     | –       |
| 1996 Atlanta        | 9                        | 0    | 0     | 0      | 0     | –       |
| 2000 Sydney         | 9                        | 0    | 0     | 0      | 0     | –       |
| 2004 Atenas         | 9                        | 0    | 0     | 0      | 0     | –       |
| 2008 Beijing        | 5                        | 0    | 0     | 0      | 0     | –       |
| 2012 Londres        | 6                        | 0    | 0     | 0      | 0     | –       |
| 2016 Rio de Janeiro | 11                       | 0    | 0     | 0      | 0     | –       |
| 2020 Tóquio         | Evento Futuro            |      |       |        |       |         |
| Total               | Total                    | 0    | 0     | 0      | 0     | -       |

| Jogos               | Atletas                  | Ouro                     | Prata                    | Bronze                   | Total                    | Posição                  |
| 1924-1992           | Como parte da Iugoslavia | Como parte da Iugoslavia | Como parte da Iugoslavia | Como parte da Iugoslavia | Como parte da Iugoslavia | Como parte da Iugoslavia |
| 1994 Lillehammer    | 10                       | 0                        | 0                        | 0                        | 0                        | —                        |
| 1998 Nagano         | 8                        | 0                        | 0                        | 0                        | 0                        | —                        |
| 2002 Salt Lake City | 2                        | 0                        | 0                        | 0                        | 0                        | —                        |
| 2006 Turim          | 6                        | 0                        | 0                        | 0                        | 0                        | —                        |
| 2010 Vancouver      | 5                        | 0                        | 0                        | 0                        | 0                        | —                        |
| 2014 Sóchi          | 5                        | 0                        | 0                        | 0                        | 0                        | —                        |
| 2018 PyeongChang    | Evento Futuro            | Evento Futuro            | Evento Futuro            | Evento Futuro            | Evento Futuro            | Evento Futuro            |
| 2022 Beijing        | Evento Futuro            | Evento Futuro            | Evento Futuro            | Evento Futuro            | Evento Futuro            | Evento Futuro            |
| Total               | Total                    | 0                        | 0                        | 0                        | 0                        | -                        |